# محله له‌ال
له‌ال (به فرانسوی: Les Halles) این محله جایگاه قبلی بازارهای عرضه محصولات پروتئینی پاریس است. تا سال ۱۹۷۰ این بازار در این مکان قرار داشت. در کنار این بازار ایستگاه مرکزی متروی پاریس با نام ایستگاه شاتل له‌ال قرار دارد.این ایستگاه بزرگترین ایستگاه مترو در جهان است.
در سال ۱۹۷۱ این بازار تخریب و به مکان جدیدی تحت عنوان «Rungis» در حومه پاریس منتقل شد. این مرکز هم‌اکنون بزرگترین مرکز ارائه محصولات پروتئینی در جهان است.